# هنریک زتبری
هنریک زتبری (انگلیسی: Henrik Zetterberg؛ زادهٔ ۹ اکتبر ۱۹۸۰) بازیکن هاکی روی یخ اهل سوئد است.
وی همچنین برندهٔ جوایزی همچون جام استنلی شده‌است.